# The Last Ship (seizoen 2)
Dit artikel vat het tweede seizoen van The Last Ship samen. Dit seizoen liep van 21 juni 2015 tot en met 6 september 2015 en bevatte dertien afleveringen.

## Rolverdeling

### Hoofdrolspelers
- Eric Dane – als Commandant Tom Chandler
- Adam Baldwin – als tweede commandant Mike Slattery
- Ness Bautista – als derde commandant Class Cruz
- Charles Parnell – als hoofdmatroos Russell "Russ" Jeter
- Kevin Michael Martin – als matroos Miller
- Fay Masterson – als luitenant-commandant Andrea Garnett
- Travis Van Winkle – als luitenant Danny Green
- Marissa Neitling – als luitenant Kara Foster
- Christina Elmore – als luitenant Alisha Granderson
- Jocko Sims – als luitenant Carlton Burk
- Michael Curran-Dorsano – als luitenant John "Gator" Mejia
- Andy T. Tran – als luitenant Andy Chung
- Chris Sheffield – als vaandrig Will Mason
- Paul James – als officier derde klasse O'Connor
- Rhona Mitra – als dr. Rachel Scott, een microbioloog
- John Pyper-Ferguson – als huursoldaat Tex
- Maximiliano Hernández – als hoofd ziekenboeg "Doc" Rios
- Hope Olaide Wilson – als Bertrise
- Amen Igbinosun – als culinair specialist Bernie "Bacon" Cowley

### Terugkerende rollen
- Ben Cho – als brandweerman Carl Nishioka
- Chris Marrs – als senior hoofd officier Lynn
- Bren Foster – als hoofd officier Wolf "Wolf-Man" Taylor
- Inbar Lavi - als luitenant Ravit Bivas
- Alice Coulthard – als Kelly Tophet, vrouw van dr. Quincy Tophet
- Ebon Moss-Bachrach – als Niels Sørensen, aka patient zero
- Aidan Sussman – als Sam Chandler, zoon van Tom Chandler
- Grace Kaufman – als Grace Kaufman, dochter van Tom Chandler
- Bill Smitrovich - als Jed Chandler, vader van Tom Chandler
- Bruce Nozick – als dr. Milowsky
- Brían F. O'Byrne – als Sean Ramsey, leider van de immune commune
- Mark Moses – als president Jeffrey "Jeff" Michener
- Nick Court - als Ned

## Afleveringen
| Nr. | Aflevering | Titel                | Regisseur            | Schrijver(s)                    | Selectie gastrollen | Uitzenddatum     |  |
| --- | ---------- | -------------------- | -------------------- | ------------------------------- | --- | ---------------- |  |
| 11 | 1          | Unreal City          | Jack Bender          | Hank Steinberg Steven Kane      | Sam Spruell - dr. Quincy Tophet Jade Pettyjohn - Ava Tophet Jocko Sims - luitenant Carlton Burk Titus Welliver - Thorwald Alfre Woodard - Amy Granderson | 21 juni 2015     |  |
| Terwijl de manschappen van Granderson klaar staan om de USS Nathan James aan te vallen, wil commandant Chandler samen met het plaatselijke verzet een aanval openen op Granderson. Dr. Scott probeert ondertussen de zieken te helpen terwijl zij gevangen zit. De bemanning van de USS Nathan James wil uit alle macht proberen om de controle van hun schip terug te krijgen. |            |                      |                      |                                 | |                  |  |
| 12 | 2          | Fight the Ship       | Jack Bender          | Hank Steinberg Steven Kane      | Alfre Woodard - Amy Granderson Titus Welliver - Thorwald Derk Cheetwood - luitenant Pete Norris Justin Alston - insider                                  | 21 juni 2015     |  |
| Commandant Chandler probeert met het plaatselijke verzet de beweging van Granderson omver te werpen. De bemanning van USS Nathan James is in een hevig gevecht verwikkeld om de gewonde dr. Tophet te bevrijden, en de controle van hun schip terug te krijgen. |            |                      |                      |                                 | |                  |  |
| 13 | 3          | It's Not a Rumor     | Tim Matheson         | Hank Steinberg                  | Patrick Brennan - cultus leider Betsy Baker - overlevende Fred Cross - Michael Neustader Gabriela Flores - tiener Travis Hammer - Curtis                 | 28 juni 2015     |  |
| De USS Nathan James zet koers naar Norfolk, daar aangekomen maken zij contact met diverse gevechtspiloten, Navy SEALs eenheden en burgers met medische en wetenschappelijke expertises. Zij ontdekken dat er diverse laboratoriums over de wereld bezig zijn met het vervaardigen van vaccins tegen het dodelijke virus. Zij sturen vliegtuigen naar de laboratoriums om zo het vaccin wereldwijd te verspreiden. De bemanningsleden van USS Nathan James zijn ondertussen druk bezig om contact te zoeken met hun familieleden, sommigen slagen hierin. Commandant Chandler zit in een tweestrijd nu hij een keus moet maken tussen zijn familie en zijn werkplicht. Ondertussen is Niels na zijn ontsnapping van Ruskov in Florida waar hij een groep mensen besmet met het virus. Hierna ontmoet hij een groep mensen die immuun zijn voor het virus, zij vinden zichzelf de ware Erfgenamen van de Aarde. |            |                      |                      |                                 | |                  |  |
| 14 | 4          | Solace               | Sergio Mimica-Gezzan | Steven Kane                     | Patrick Brennan - cultus leider Ruben Garfias - chief Gonzalez Carlos Leal - Juan Carlos Mark Rhino Smith - als Ian A.J. Castro - als Helmsman           | 5 juli 2015      |  |
| De bemanning van de USS Nathan James ontdekt op zee een ziekenhuisschip. Zij willen nu op onderzoek uit voor spullen die dr. Scott kan gebruiken voor haar onderzoek naar het vaccin. Als zij op het ziekenhuisschip aankomen ontdekken zij al snel dat er mensen hen voorzijn, een groep gewapende huurlingen zijn ook op zoek naar het vaccin. |            |                      |                      |                                 | |                  |  |
| 15 | 5          | Achilles             | Jack Bender          | Mark Malone                     | Carlos Leal - Juan Carlos Scott Anderson - Max Tomas Oscar Andren - Oliver A.J. Castro - Helmsman Emmanuel Delcour - Felix                               | 12 juli 2015     |  |
| Na het gevecht tussen de bemanning van de USS Nathan James en de gewapende huurlingen op het ziekenhuisschip ontstaat er een kat en muis spel tussen hen. Ondertussen onthullen de gevangen huurlingen op de USS Nathan James belangrijke informatie over hun bazen en doelen. |            |                      |                      |                                 | |                  |  |
| 16 | 6          | Long Day's Journey   | Paul Holahan         | Steven Kane                     | Patrick Brennan - cultus leider Mark Rhino Smith - Ian Scott Anderson - Max Tomas Oscar Andren - als Oliver Thor Knai - als Henrik                       | 19 juli 2015     |  |
| Het laboratorium van dr. Scott is vernietigd door de immune mensen, commandant Chandler opent hierna de jacht op de daders. Dr. Scott probeert ondertussen haar werk voort te zetten om een krachtigere vaccin te ontwikkelen voor het dodelijk virus. |            |                      |                      |                                 | |                  |  |
| 17 | 7          | Alone and Unafraid   | Nelson McCormick     | Jill Blankenship Jessica Butler | Patrick Brennan - cultus leider Chris Sheffield - Will Mason Mark Rhino Smith - Ian Scott Anderson - Max Tomas Oscar Andren - Oliver                     | 26 juli 2015     |  |
| Commandant Chandler zit undercover bij de immune commune, hij probeert een manier te verzinnen om de president van deze commune los te krijgen. Ondertussen ontdekt de bemanning van de USS Nathan James dat Niels ook deel uitmaakt van de commune, Niels probeert het virus te verspreiden om zo de commune te isoleren van de rest. |            |                      |                      |                                 | |                  |  |
| 18 | 8          | Safe Zone            | Hank Steinberg       | Hank Steinberg                  | Erica Giles - schilder Timothy Landfield - dr. Julius Hunter Deborah May - president Geller Kim Robillard - senator                                      | 2 augustus 2015  |  |
| Dr. Scott probeert uit alle macht de verloren formule van dr. Hunter te achterhalen. Ondertussen ontdekt zij dat haar gezworen vijand Niels aan boord van de USS Nathan James is. Commandant Chandler probeert inlichtingen te krijgen door het omkeren van de hersenspoeling die hij onderging door Michener. |            |                      |                      |                                 | |                  |  |
| 19 | 9          | Uneasy Lies the Head | Peter Weller         | Nic Van Zeebroeck               | Adam Irigoyen - Ray Reed Williams - Jake A.J. Castro - Helmsman Dmitri Schuyler-Linch - Cody                                                             | 9 augustus 2015  |  |
| Commandant Chandler en zijn manschappen proberen materiaal te vinden voor het laboratorium van dr. Scott, dit om de premiejagers en de immune commune voor te zijn. Ondertussen probeert dr. Scott nog steeds een vaccin te vinden, haar werk hangt af van de hulp van een wetenschapper die bijna de mensheid uitroeide. |            |                      |                      |                                 | |                  |  |
| 20 | 10         | Friendly Fire        | Mario Van Peebles    | Onalee Hunter Hughes            | Adam Irigoyen - Ray Stephen Monroe Taylor - Flea Michael Balsley - pastoor Elizabeth Ann Bennett - moeder van Rachel                                     | 16 augustus 2015 |  |
| Een verdachte dood op de USS Nathan James dwingt Commandant Chandler het starten van een moordonderzoek. Hij brengt nu met dit onderzoek wel het moraal en discipline in gevaar onder zijn manschappen. Ondertussen is dr. Scott nog steeds bezig met haar onderzoek naar een betere vaccin. Alisha vindt een bericht op een mobiele telefoon van de immune commune en kan deze coderen. De USS Nathan James zet koers richting New Orleans. |            |                      |                      |                                 | |                  |  |
| 21 | 11         | Valkyrie             | Olatunde Osunsanmi   | Steven Kane                     | Adam Irigoyen - Ray Tania Raymonde - Valerie Mark Rhino Smith - Ian Stephen Monroe Taylor - Flea                                                         | 23 augustus 2015 |  |
| Sean Ramsey, van de immune commune, zendt een bericht uit naar de bevolking met de boodschap dat de marine in moeilijkheden verkeerd. Commandant Chandler probeert nu uit alle macht onder de bevolking het vertrouwen terug te winnen. Het lukt dan de USS Nathan James om de locatie te achterhalen waar de boodschap is uitgezonden door de commune. |            |                      |                      |                                 | |                  |  |
| 22 | 12         | Cry Havoc            | Greg Beeman          | Mark Malone Nic Van Zeebroeck   | Adam Irigoyen - Ray Angela Lewis - Sarah Tania Raymonde - Valerie Luis E. Carazo - Roberto Jade Chynoweth - Kathleen Gail Borges - rechter               | 30 augustus 2015 |  |
| De USS Nathan James zit in de val, een blokkade van een onderzeeër en een blokkade wat opgezet is door de immune commune. Commandant Chandler besluit dan om dr. Scott van boord te sturen voor haar eigen veiligheid onder bescherming van Slaterry. |            |                      |                      |                                 | |                  |  |
| 23 | 13         | A More Perfect Union | Jack Bender          | Anne Cofell-Saunders            | Mcabe Gregg - drugsdealer Tania Raymonde - Valerie Nicole J. Butler - medici Karen Ann Cabrera - actrice                                                 | 6 september 2015 |  |
| De USS Nathan James stuurt een bericht uit voor de bevolking dat zij het vaccin kunnen krijgen en spreekt een punt af voor de overdracht aan de andere kant van Amerika. Kleine immune groepen blijven in gevecht om dit te voorkomen. |            |                      |                      |                                 | |                  |  |